# Henryk Zakrzewski
Henryk Zakrzewski (ur. 22 maja 1897, zm. 1973) – polski działacz spółdzielczy i socjalistyczny, prezydent Gdyni (1945–1950), poseł na Sejm Ustawodawczy RP (1947–1952).

## Życiorys
Do Gdyni przybył w latach 20. Od 1922 był działaczem Polskiej Partii Socjalistycznej. W 1928 znalazł się wśród założycieli Gdyńskiej Spółdzielni Mieszkaniowej, a w 1937 został prezesem Drugiej Gdyńskiej Spółdzielni Mieszkaniowej. Rok później objął przewodnictwo nad oddziałem Towarzystwem Uniwersytetu Robotniczego im. Ignacego Daszyńskiego w Gdyni. W 1945 został mianowany prezydentem Gdyni z inicjatywy Ministerstwa Administracji Publicznej (pełnił funkcję do 1950). W 1947 objął mandat posła na Sejm Ustawodawczy z ramienia PPS, która w 1948 współtworzyła PZPR (wybór nastąpił z listy tzw. Bloku Demokratycznego w okręgu Gdynia). W parlamencie zasiadał w Komisji Morskiej i Handlu Zagranicznego. 
W latach 1987–1991 był patronem ulicy w Gdyni (obecnie ul. F. Sokoła). 